# Paweł Radziszewski
Paweł Radziszewski (ur. 30 października 1890 w Strykowie, zm. 17 września 1931 w Rudce)  – polski geolog, profesor Uniwersytetu Stefana Batorego w Wilnie, członek Polskiego Towarzystwa Geologicznego

## Życiorys
Syn Marcela i Józefy z Biernackich. Uczył się w gimnazjum we Włocławku, ale po strajku szkolnym w 1905 przeniósł się do ośmioletniego gimnazjum filologicznego w Warszawie, które ukończył w 1911. Następnie studiował na mineralogię i petrografię na Uniwersytecie Jagiellońskim, duży wpływ na jego wybór zainteresowań miał starszy brat Idzi Radziszewski, który był księdzem, ale interesował się filozofią przyrody. Mentorem Pawła Radziszewskiego podczas studiów był Józef Morozewicz, jego daleki krewny, pod jego kierunkiem od 1913 był asystentem w katedrze. W 1914 odbył podróż naukową do Bańskiej Szczawnicy, gdzie badał tamtejsze granity. W 1915 dzięki Kazimierzowi Twardowskiemu wyjechał na rok do Wiednia jako wolontariusz na tamtejszym uniwersytecie. Powrócił do Krakowa, gdzie ukończył studia. W 1920 obronił doktorat, a następnie wyjechał do Warszawy, gdzie przez pięć lat pracował jako starszy asystent w Instytucie Geologii w Zakładzie Skorupy Ziemskiej. Badał skały Gór Świętokrzyskich, Wołynia, odbył podróż do Finlandii, skąd przywiózł wiele próbek skał, które przekazał Uniwersytetowi Jagiellońskiemu. W 1926 objął Katedrę Mineralogii na Uniwersytecie Stefana Batorego w Wilnie, wykładał krystalografię i petrografię oraz prowadził zajęcia praktyczne. Uzyskał stypendium naukowe, dzięki któremu odbył podróże do Szwecji i Finlandii, odwiedził Wyspy Alandzkie, szwedzką część Finlandię oraz Smalandię, gdzie badał skały krystaliczne. Kontynuację badań uniemożliwił mu pogarszający się stan zdrowia, Paweł Radziszewski chorował na postępującą gruźlicę. Jego uczennicą, asystentką i kontynuatorką badań była Antonina Halicka, która zrealizowała plany związane z badaniami skał w Finlandii. Współpracował z warszawskim Instytutem Geologicznym, kontynuował badania na Wołyniu i na ich podstawie habilitował się w 1930. W 1931 trafił do sanatorium przeciwgruźliczego w Rudce, gdzie zmarł 17 września 1931. Został pochowany na cmentarzu parafialnym w Mrozach. 